# Dom Pod Głowami w Krakowie
Dom Pod Głowami (także Kamienica Trembeckich) – zabytkowa kamienica, znajdująca się w Krakowie, w dzielnicy I przy ulicy Długiej 5, na Kleparzu.
Jest to budynek wzniesiony w stylu neorenesansowym w 1889 roku według projektu Maksymiliana Nitscha dla znanego krakowskiego kamieniarza Adama Trembeckiego. W 2020 roku kamienica przeszła remont konserwatorski.
Kamienicę cechuje bardzo bogato zdobiona elewacja frontowa. Nad bramą wejściową, poniżej wykuszu, znajduje się rzeźba potężnych rozmiarów orła, z kolei ponad oknami na parterze – kartusze z rzeźbionymi wizerunkami Stefana Czernieckiego, Juliana Ursyna Niemcewicza, Tadeusza Kościuszki oraz Hugona Kołłątaja. Całość dekoracji fasady została wykonana przez Michała Korpala.

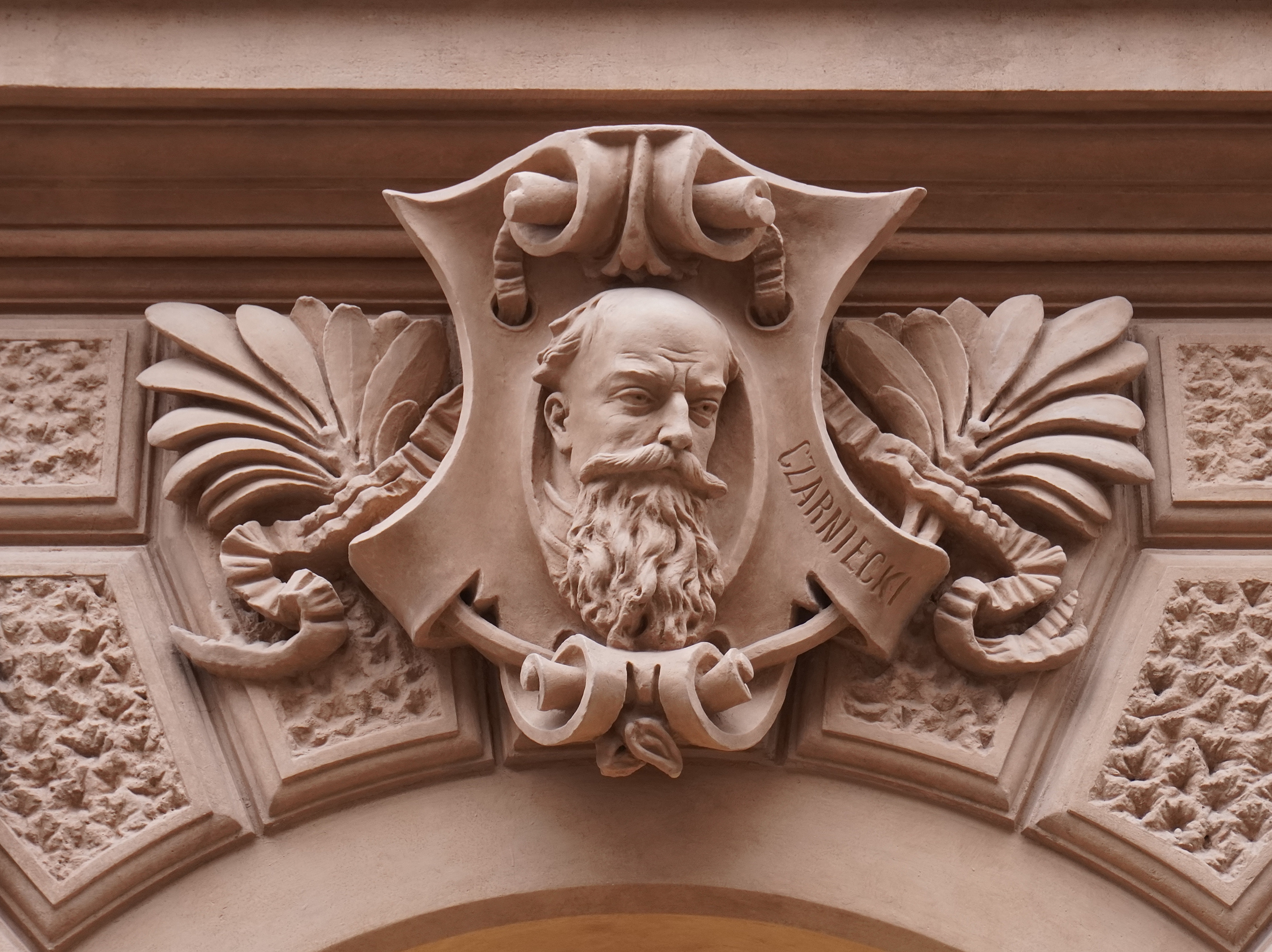
Kartusz z rzeźbionym wizerunkiem Stefana Czarnieckiego
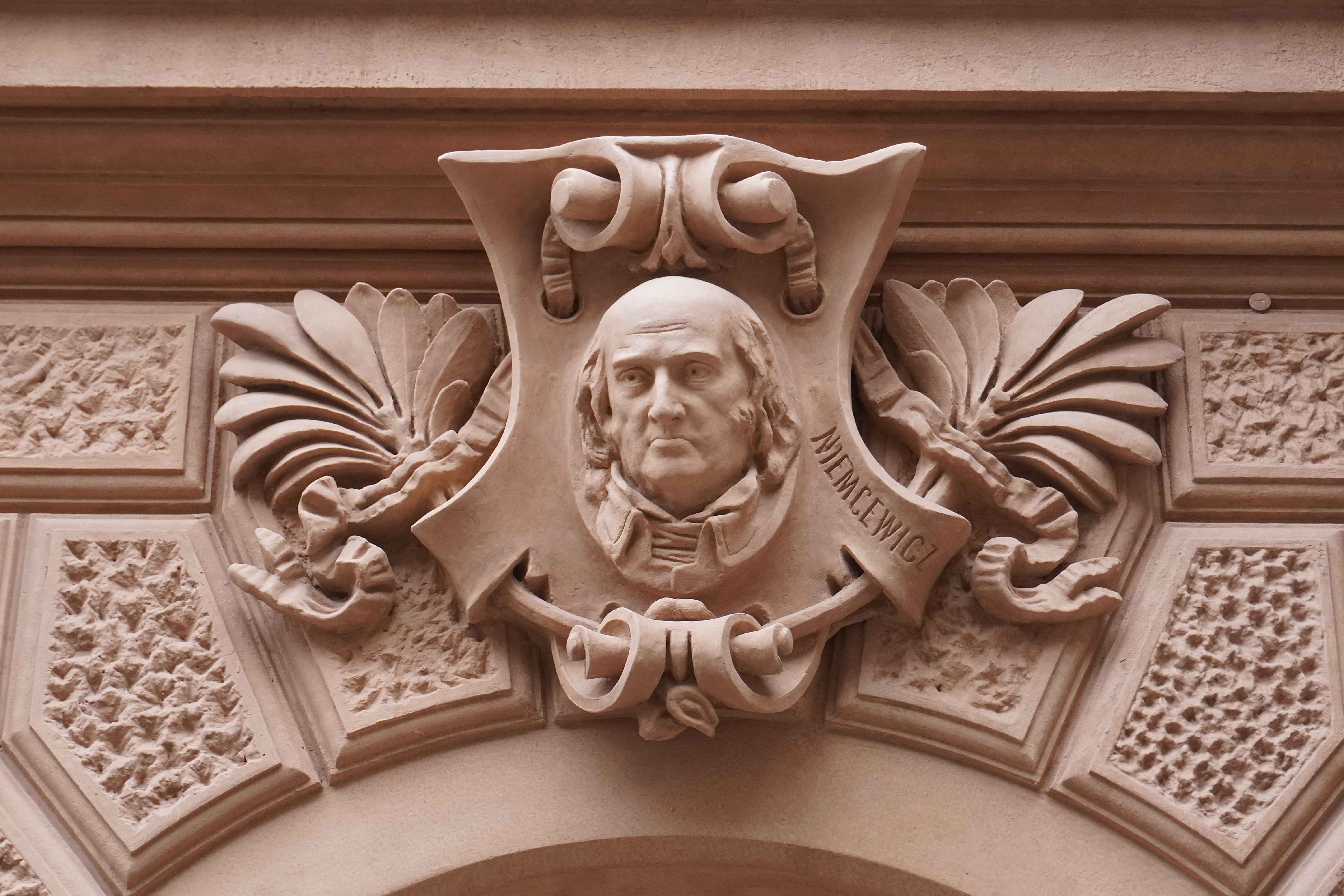
Kartusz z rzeźbionym wizerunkiem Juliana Ursyna Niemcewicza
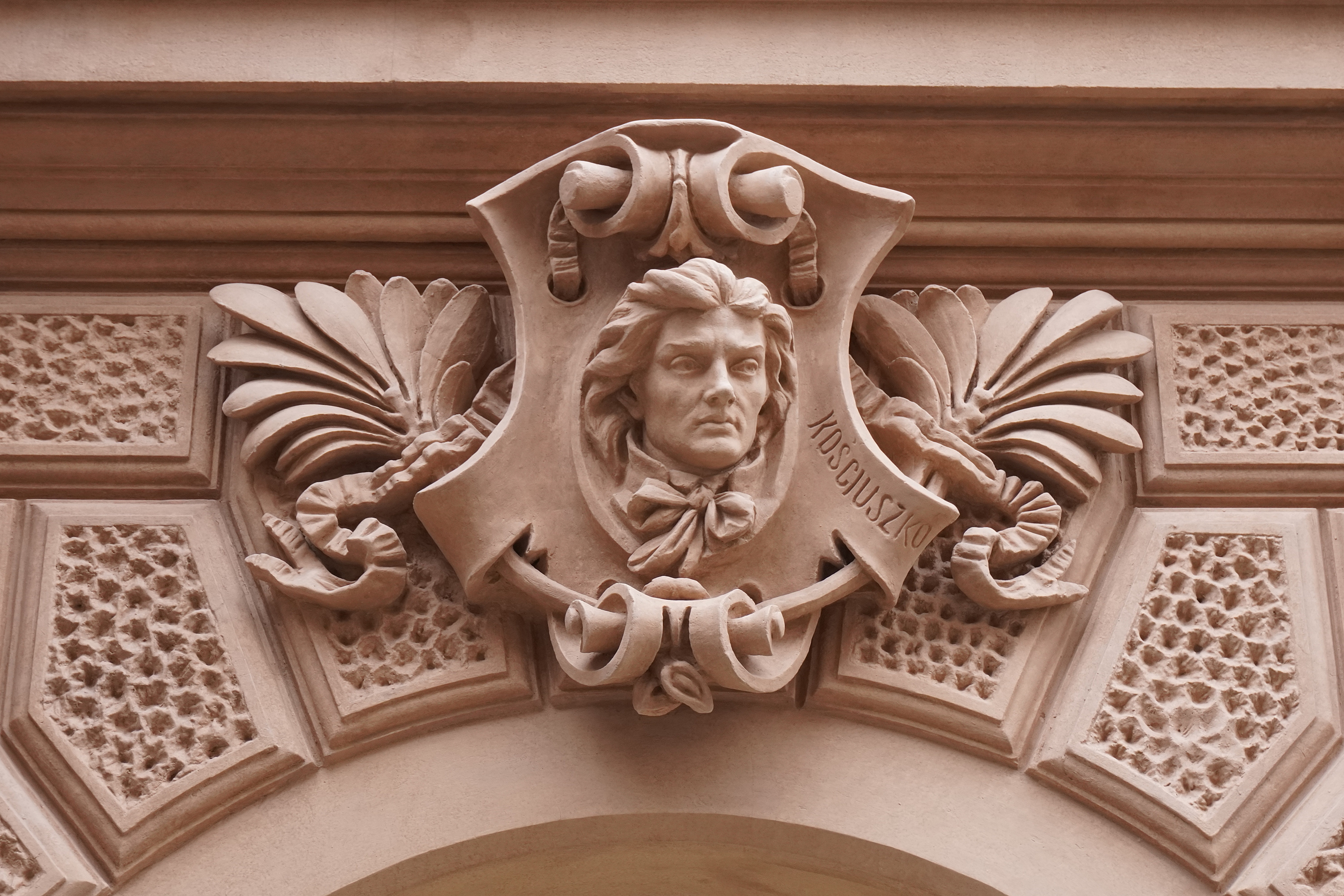
Kartusz z rzeźbionym wizerunkiem Tadeusza Kościuszki
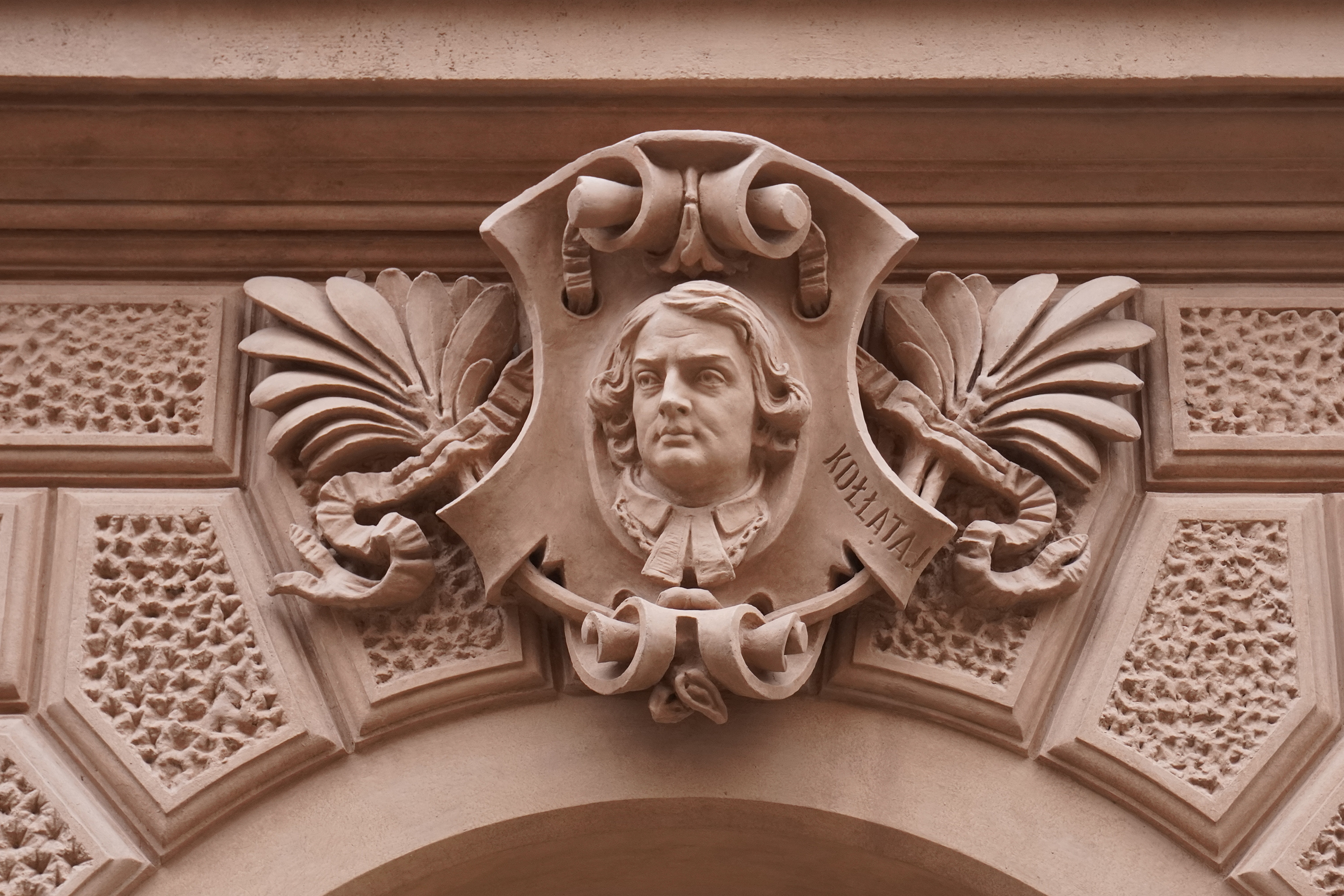
Kartusz z rzeźbionym wizerunkiem Hugona Kołłątaja
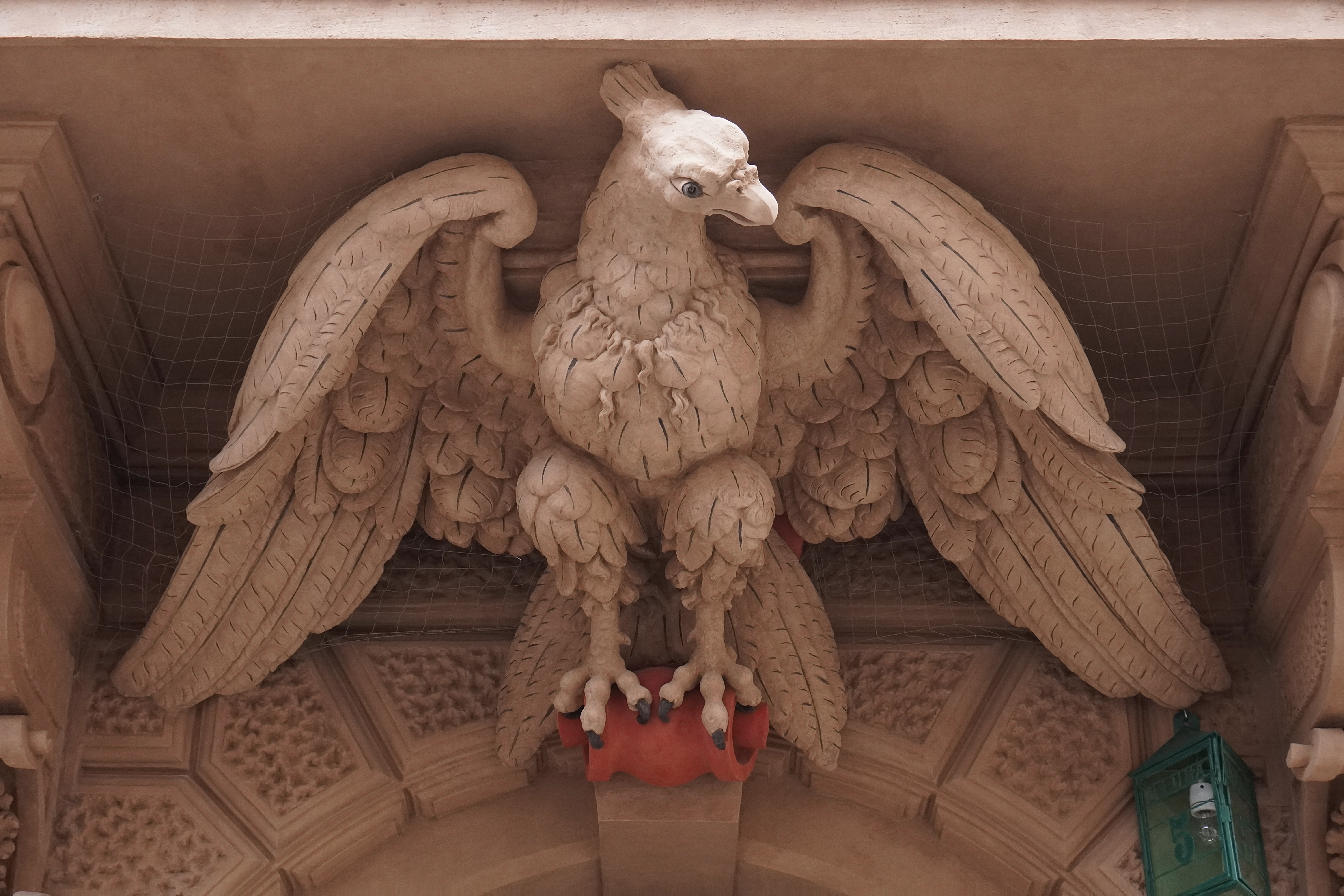
Rzeźba orła ponad bramą wejściową kamienicy
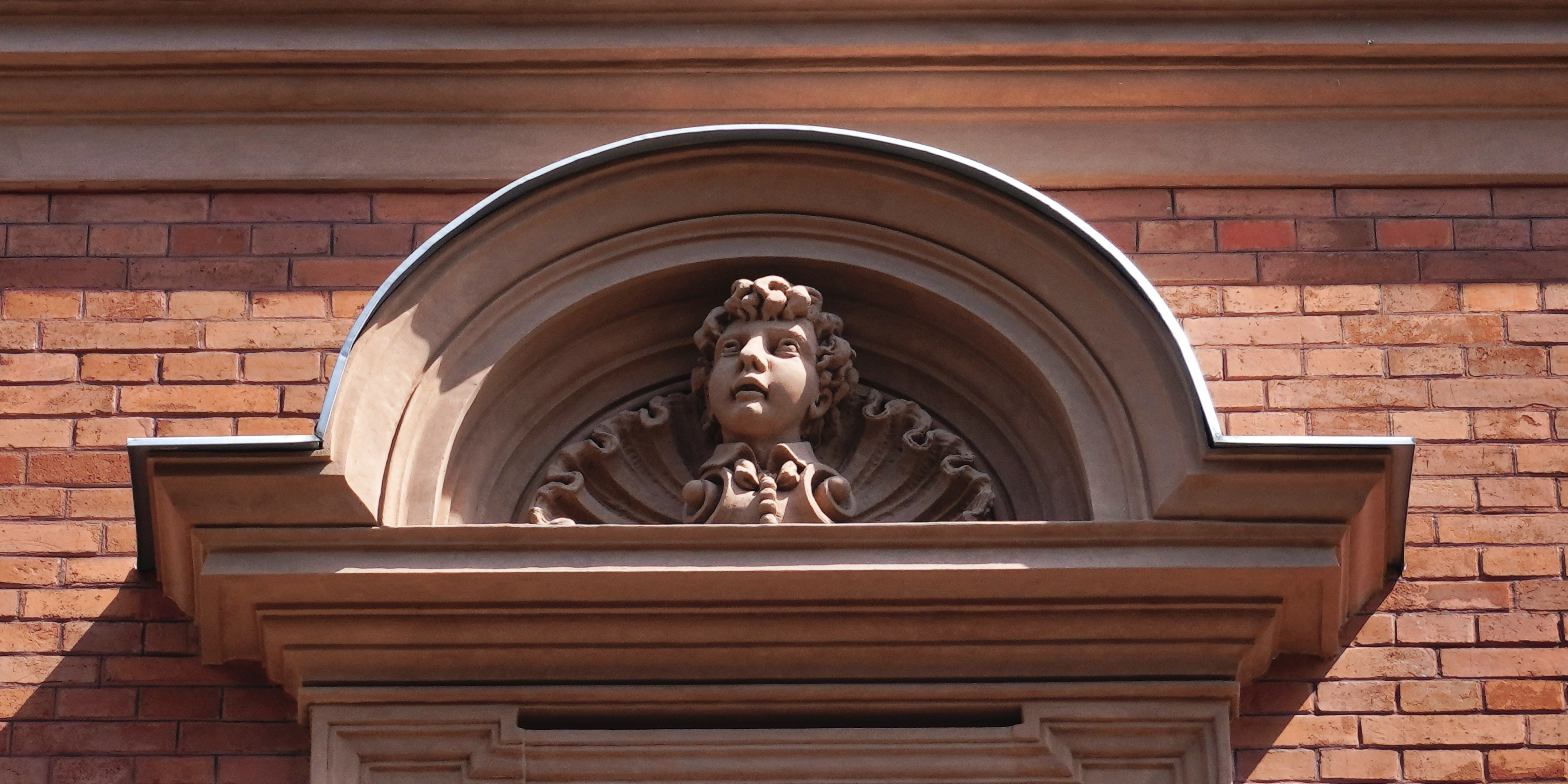
Detal nad oknem drugiego piętra